# Nimrod (computer)
Il Nimrod, costruito nel Regno Unito dalla società Ferranti per il Festival of Britain del 1951, è stato uno dei primi computer progettati in modo tale da poterci giocare e rappresenta un capitolo importante nella storia primitiva dei videogiochi. Tuttavia non può essere definito un "videogioco" per via dell'utilizzo di lampadine invece che di uno schermo e computer grafica in tempo reale, e per i tempi di risposta molto lenti. Di grandezza discreta (3,7 × 2,7 × 1,5 metri), venne ideato da John Makepeace Bennett e assemblato dall'ingegnere Raymond Stuart-Williams e permetteva ai partecipanti della mostra di sfidare al Nim un cervello elettronico. Il giocatore doveva premere dei pulsanti su un pannello rialzato corrispondente alle luci della macchina per selezionare le proprie mosse e il Nimrod rispondeva di conseguenza, dopo aver adeguatamente condotto delle analisi di calcolo, visibili su schermo dall'accensione e spegnimento di luci. La velocità con la quale le faceva poteva essere rallentata per consentire al presentatore di spiegare esattamente cosa stava facendo il computer, aiutato da altre piccole lucine intermittenti.
Il Nimrod aveva lo scopo di dimostrare la programmabilità degli apparecchi elettronici di Ferranti piuttosto che di intrattenere, anche se chi era al Festival fosse più interessato a giocare con l'invenzione piuttosto che all'operazione pubblicitaria che vi era dietro. Dopo la sua prima esposizione a maggio, venne tenuto in mostra per altre tre settimane nell'ottobre del 1951 allo Show Industriale di Berlino prima di essere definitivamente smantellato.
Così come il "fratello" del 1950 Bertie the Brain (un altro computer sul quale si poteva giocare a tris, inventato in Canada da Josef Kates) il Nim giocato sul Nimrod è considerato uno dei primi giochi elettronici in assoluto, in quanto possedeva alcune caratteristiche di gioco rivoluzionarie e venne realizzato quattro anni dopo l'invenzione del cathode-ray tube amusement device, uno dei primi giochi elettronici interattivi. 

## Modalità di gioco
Il giocatore si sedeva innanzi al computer e premeva i pulsanti per fare le proprie mosse, che venivano rappresentate dalle luci che si accendevano sul pannello, mentre un altro fungeva da guida visiva, mostrando i calcoli e le possibilità di svolgimento che il Nimrod eseguiva e prendeva in considerazione durante il suo turno. Quest'ultimo poteva essere impostato per eseguirli a varie velocità, rallentando in modo che il dimostratore potesse descrivere esattamente ciò che la macchina stesse facendo in tempo reale. I segnali che indicavano il turno del giocatore o la vittoria dell'uno o dell'altro si accendevano appropriatamente durante la partita.

## Sviluppo

Una rappresentazione schematica del Nimrod:
1. Pannello con le istruzioni
2. Pannello principale
3. Pannello di gioco
4. Luci
5. Pannello di controllo

Nell'estate del 1951, in tutta la Gran Bretagna si tenne il Festival of Britain, una mostra nazionale per promuovere il contributo inglese alla scienza, alla tecnologia, al design industriale, all'architettura e alle arti e per commemorare il centenario della grande esposizione universale di Londra, del 1851.
La società di ingegneria Ferranti, che stava all'epoca anche muovendo i primi passi nello sviluppo dei computer, promise che avrebbe tenuto una mostra per il Festival. Verso la fine del 1950, a John Makepeace Bennett, un dipendente australiano della ditta e laureato presso l'Università di Cambridge con dottorato di ricerca, venne in mente l'idea di progettare una macchina con la quale si potesse giocare a Nim, un gioco (le cui opzioni possono essere modellate matematicamente) in cui due giocatori a turno rimuovono almeno un oggetto da un insieme, con l'obiettivo di risultare l'ultimo a cui tocca la mossa. Probabilmente Bennett fu ispirato da un precedente apparecchio, il "Nimatron", mostrato nel 1940 al New York World's Fair. Progettato da Edward Condon e costruito dalla Westinghouse Electric con relè elettromeccanici, pesava più di una tonnellata. Il Nimrod venne tuttavia realizzato non con lo scopo di intrattenere, ma bensì con l'idea di mostrare al grande pubblico le prestazioni di calcolo matematico di un computer Ferranti.
(Opuscolo allegato al Nimrod venduto ai partecipanti al Festival of Britain.)
I lavori per la costruzione del computer iniziarono il primo dicembre 1950, con l'ingegnere Raymond Stuart-Williams che adattò il progetto di Bennett in una macchina funzionante, e terminarono il 12 aprile 1951. Il risultato fu un dispositivo largo dodici piedi, profondo nove e alto cinque. Il computer vero e proprio non occupava più del due percento dell'intero volume della macchina, mentre il restante novantotto era per le valvole a vuoto e le lampadine che, accendendosi, mostravano lo stato del gioco. La forma era quella di una grande scatola con pannelli luminosi e un supporto rialzato di fronte a essa con pulsanti corrispondenti alle luci, che rappresentavano gli oggetti che il giocatore poteva rimuovere.

## Presentazione

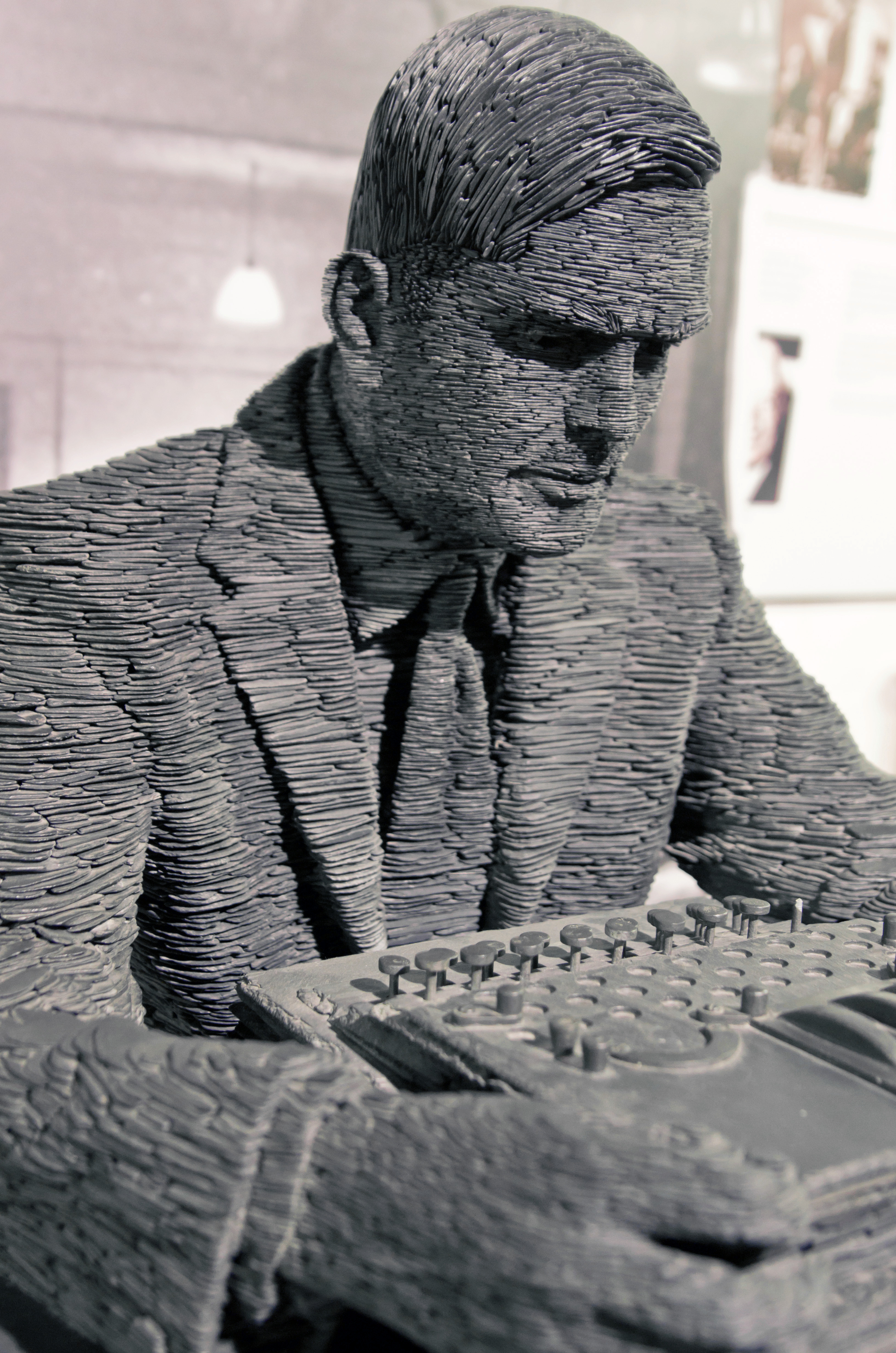
Il matematico Alan Turing assistette alla presentazione del Nimrod e fu anche uno dei suoi sfidanti

Il 5 maggio 1951, il Nimrod venne presentato al Festival come "Nimrod Digital Computer" e sponsorizzato come "più veloce del pensiero" e come un "cervello elettronico". Programmato per giocare solo alla versione tradizionale del Nim (oppure, al limite, a una forma "invertita"), le mosse venivano fatte dai giocatori seduti sul palco, rialzato, con il presentatore frapposto tra loro e la macchina. Agli astanti venivano inoltre vendute, al prezzo di uno scellino e un sixpence, delle guide esplicative sul funzionamento dei computer e, in particolare, del Nimrod, pubblicizzando i prodotti Ferranti e spiegando che l'utilizzo di un gioco come il Nim per dimostrare il potere del marchingegno non significava che questo fosse pensato per l'intrattenimento, piuttosto esso serviva come esempio per confrontare le sue basi matematiche con la modellizzazione dell'economia dei Paesi nel mondo.
Ciononostante, la maggior parte degli spettatori al Festival of Britain furono più interessati a divertirsi con il Nimrod che alla sua logica di programmazione e d'ingegneria. Bennett affermò che «la maggior parte del pubblico era abbastanza contenta di fissare le luci lampeggianti e di essere impressionata». Il giornalista della BBC Radio Paul Jennings raccontò che tutti i partecipanti al festival «si sono fermati» raggiungendo lo «spaventoso» ed «enorme frigorifero grigio».
Nel corso dei sei mesi in cui fu mantenuto in esposizione, il Nimrod venne analizzato dalla Society for Psychical Research, un'associazione volta a studiare e catturare fenomeni paranormali. I suoi membri, principalmente donne anziane, installarono quindi una stanza vicino allo stand e cercarono di determinare se le operazioni eseguite dal Nimrod potessero essere influenzate dal pensiero. Dopo il fallimento di queste prime rilevazioni, si passò a verificare l'ipotesi per la quale le vibrazioni della macchina potessero, al contrario, influenzare i giocatori e quindi pilotarli durante le partite. Naufragato anche quest'ulteriore esperimento, l'associazione concluse che nel campo della telepatia, le macchine erano molto meno cooperative degli esseri viventi.
Dopo il Festival, il Nimrod venne tenuto esposto per tre settimane in ottobre allo Show Industriale di Berlino, dove attirò ancora una folla nutrita e guadagnò un grosso successo (si riporta una fila costante innanzi al padiglione della Ferranti per tutta la durata della mostra). Ricevette una visita pure dall'economista della Germania Ovest Ludwig Erhard e dal primo cancelliere federale Konrad Adenauer, che si recarono allo stand accompagnati da Dietrich Prinz, un pioniere informatico tedesco che sarebbe riuscito, nel novembre dello stesso anno, a realizzare il primo programma informatico di scacchi della storia. Secondo alcuni visitatori, era più impressionante non giocare contro la macchina ma guardare le sue numerose luci lampeggianti che mostravano le sue analisi aritmetiche. Altri dicono che eclissò un bar vicino che offriva bevande gratuite.
Esaurito il suo scopo, il Nimrod, dopo un'altra breve messa in mostra alla Society of Engineers di Toronto in Canada, fu infine smantellato e la Ferranti, in quanto non era mai stata interessata all'intrattenimento dei propri consumatori, non sviluppò mai più sistemi per giochi elettronici e continuò a occuparsi della produzione di computer aziendali. Nello stesso periodo infatti incominciò la produzione del Ferranti Mark I, che sfruttava proprio la tecnologia del Nimrod.

## Influenza
Una riproduzione (in taglia ridotta) del Nimrod è esposta presso il Computerspielemuseum Berlin.
Come detto, il computer venne inventato dopo il cathode-ray tube amusement device del 1947, il più antico gioco elettronico interattivo conosciuto, e soltanto un anno prima era nato in Canada Bertie the Brain, che aveva con esso numerosi aspetti in comune. Il Nimrod è pertanto considerato forse il secondo videogioco mai realizzato (o comunque uno dei decani), perché nessun altro prima di lui aveva avuto una sorta di schermo in cui si potesse visualizzare la partita. I programmi di filetto OXO e di dama (inventato da Christopher Strachey) nacquero l'anno successivo, nel 1952, e furono i primi giochi per PC a mostrare immagini su uno schermo elettronico piuttosto che attraverso lampadine.